# 敖選
敖選（1546年—？），字用卿，號行吾，四川成都府金堂縣人，軍籍，明朝政治人物。

## 生平
隆慶四年（1570年）庚午科四川鄉試第五十一名舉人，隆庆五年（1571年）辛未科會試中式第一百五十三名，未殿试。萬曆二年（1574年）甲戌科第三甲第四十六名進士。吏部觀政，同年官上海縣知縣。八年六月选授广东道御史，九年巡按广西，十年六月准养病。十三年终养。十八年复除山西道御史，差巡按湖广，十二月以疾请求回籍，但皇帝不允许，卒于官。

## 家族
曾祖敖永吉；祖敖元；父敖守愚；母彭氏。慈侍下。